# Tavernes Blanques
Tavernes Blanques (em valenciano e oficialmente) ou Tabernes Blanques (em castelhano) é um município da Espanha na província de Valência, Comunidade Valenciana. Tem 0,7 km² de área e em 2021 tinha 9 205 habitantes (densidade: 13 150 hab./km²).
Aqui localiza-se a empresa de porcelana Lladró, famosa pela produção de peças de porcelana para casamentos.

## Demografia
| Variação demográfica do município entre 1991 e 2004 | Variação demográfica do município entre 1991 e 2004 | Variação demográfica do município entre 1991 e 2004 | Variação demográfica do município entre 1991 e 2004 |
| --------------------------------------------------- | --------------------------------------------------- | --------------------------------------------------- | --------------------------------------------------- |
| 1991                                                | 1996                                                | 2001                                                | 2004                                                |
| 8075                                                | 8299                                                | 8653                                                | 9033                                                |